# McDonaldisierung
McDonaldisierung beschreibt einen Prozess, in dem eine Gesellschaft zunehmend die Charakteristika eines Fastfood-Restaurants übernimmt. Es ist ein durch den US-amerikanischen Soziologen George Ritzer in seinem Buch The McDonaldization of Society (Die McDonaldisierung der Gesellschaft) geprägter Begriff.
Aus der Sicht Ritzers ist die McDonaldisierung eine Neuentwicklung innerhalb des Rationalisierungsbegriffes, diese kennzeichnet insofern eine Veränderung von traditionellen hin zu rationalen Gedankenmodellen in Richtung eines zunehmend arbeitswissenschaftlich strukturierten und fundierten Managements.
Während Max Weber noch das Modell der Bürokratie als Zielrichtung verwendet, in die sich die Gesellschaft entwickelt, sieht Ritzer in der vorgelebten Arbeitswelt der Fastfood-Restaurants das der heutigen Entwicklung am ehesten entsprechende Paradigma.

## Hauptaspekte
Ritzer charakterisiert die McDonaldisierung anhand von vier Hauptaspekten:
- Effizienz – die optimale Methode, eine Aufgabe zu lösen
- Kalkulierbarkeit – das Ziel sollte eher quantifizierbar (z. B. Umsatzzahlen) als lediglich subjektiv (z. B. Geschmack) bestimmbar sein
- Voraussagbarkeit – vereinheitlichte und gleichförmige Dienstleistungen
- Kontrolle – vereinheitlichte und gleichförmige Mitarbeiter

Unter Einbindung dieser vier Kategorien kann eine Strategie, welche innerhalb eines engen Blickfeldes als rational und erfolgversprechend erscheint, zu insgesamt schädlichen und irrationalen Ergebnissen führen. Der Prozess wird von Ritzer als eine Entwicklung zusammengefasst, bei der die Prinzipien der Führung von Fastfood-Restaurants zunehmend auch in unterschiedlichen lebensweltlichen Bereichen der US-amerikanischen Gesellschaft und danach sogar das Leben in der ganzen Welt dominieren.
Der 1993 geprägte Begriff wird seitdem in vielen anderen geisteswissenschaftlichen Disziplinen verwendet. Der Begriff McDonaldisierung kann sich außerdem auf die zunehmende Ersetzung traditioneller gastronomischer Betriebe durch McDonald’s-Filialen beziehen.
Der ähnliche Begriff Aldisierung wurde zum Schweizer Wort des Jahres 2005 gewählt.

## Kritik
Kritisiert wurde Ritzer u. a. durch Andrew Potter und Joseph Heath in ihrem Buch Konsumrebellen. Der Mythos der Gegenkultur. Sie werfen Ritzer vor, sich auf das älteste und am leichtesten zu kritisierende Fast-Food-Restaurant zu konzentrieren und greifen den Bogen an, den er (in der amerikanischen Fassung seines Buches) von Auschwitz zum Hamburger spannt. Als Gegenbeispiel nennen sie vor allem Subway.